# Río Barroso (Maipo)
El río Barroso es un curso natural de agua que nace cerca de la frontera internacional, fluye hacia el sur y desemboca en el río Maipo

## Trayecto
Nace de los deshielos del Cerro Paredones, en el límite de la Región Metropolitana de Santiago y la Región de O'Higgins y tributa sus aguas en el río Maipo. 
Respecto a su nombre, Niemeyer lo justifica con: "Debe decirse que es en este tramo donde el curso superior del Maipo adquiere su gran turbidez en las crecidas, al estar flanqueado por cerros deleznables de "tierras malas", ricas en yeso. Los nombres de los ríos Negro, Barroso y Blanco que drenan dichas tierras hablan por sí solos de su influencia en tal sentido."

## Caudal y régimen
Es un río de alimentación glacial.: 333 

## Historia
Francisco Astaburuaga escribió en 1899 en su obra póstuma Diccionario geográfico de la República de Chile sobre el río:
Barroso (Río).-—Afluente de la izquierda del Maipo. Nace en la falda noroeste del cerro de la Paloma sobre los Andes y corre, por entre sierras estrechas, hacia el NO. á echarse en aquel río, poco más abajo de donde éste recibe el de Cruz de Piedra.
Luis Risopatrón lo describe como:
Barroso (Rio) 34° 10' 70° 02'. Nace de las faldas de altos cerros nevados i ventisqueros, corre hacia el N, con aguas turbias amarillentas, atraviesa potentes mantos de yeso i capas margosas i se vacia en la márjen S del curso superior del rio Maipo, frente a la desembocadura del rio Negro; en su cajón se encuentran minas de cobre, su hoya comprende unos 120 km² de superficie, sus vados son mui temidos i el caudal de agua disminuye mui lentamente después de las crecidas. 61, 1850, p. 456; i XLVII, p. 357; 63, p. 285; 66, p. 188 i 233; 119, p. 68, 70 vista i 133; 123, p. 504; 134; 155, p. 69; i 156.